# Abborrtjärnen (Malingsbo socken, Dalarna, 664436-148105)
Abborrtjärnen är en sjö i Smedjebackens kommun i Dalarna och ingår i Norrströms huvudavrinningsområde. Sjöns area är 0,07 kvadratkilometer och den är belägen 168 meter över havet.